# Rūdolfs Blaumanis
Rūdolfs Kārlis Leonīds Blaumanis (Ērgļi majorság, 1863. január 1. – Punkaharju, Finnország, 1908. szeptember 4.) lett író, drámaíró, a lett irodalom egyik legeredetibb alkotója.

## Munkássága
Rūdolfs Blaumanis tanulmányait német nyelvű magániskolában végezte és első irodalmi műveit is német nyelven írta. 1890-ben költözött Rigába és újságírással kezdett foglalkozni. Első elbeszéléskötete 1893-ban észt nyelven jelent meg. Művészetére a falusi élet mély ismerete, a pontos megfigyelések és a lett nemzeti karakter ábrázolása a jellemző. A századfordulóig megjelent elbeszéléskötetei remek novellákat tartalmaznak.
Az elbeszélések mellett Blaumanis színdarabokat is írt. Ezek közöl többet mind a mai napig szívesen játszanak a lett színházak.
Fiatalon gümőkórban megbetegedett, amely 1908. szeptember 4-én végzett vele a finnországi Punkaharju szanatóriumában.

## Művei

### Elbeszélések
- Pie skala uguns (Rőzsetűznél) (1893)
- Raudupiete (1898)
- Salna pavasarī (Tavaszi fagy) (1898)
- Purva bridējs (1898)
- Andriksons (1898)
- Laimes klēpī (1898)
- Nāves ēnā (A halál árnyékában) (1899) 1971-ben megfilmesítették a rendező: Gunārs Piesis

### Színművek
- Trīnes grēki (1891)
- Ļaunais gars (A rossz szellem)  (1891)
- Pazudušais dēls (A tékozló fiú) (1893)
- Potivara nams (1897)
- No saldenās pudeles (1901)
- Skroderdienas Silmačos (Vándorszabók Szilmacsban) (1902)
- Indrāni (1904)
- Ugunī (Tűzben) (1905) 1966-ban A földmérők ideje címen megfilmesítették rendező: Voldemārs Pūce
- Sestdienas vakars (1908)
- Zagļi (1908)